# Ziridava
Ziridava is een geslacht van vlinders van de familie spanners (Geometridae), uit de onderfamilie Larentiinae.

## Soorten
- Z. asterota Prout, 1958
- Z. dysorga Prout, 1928
- Z. rufinigra Swinhoe, 1895
- Z. smithersi Holloway, 1977
- Z. xylinaria Walker, 1863